# Simt Simulator
Simt Simulator je česká počítačová hra, která se zabývá simulací městských dopravních prostředků, využívající MonoGame, dříve Microsoft XNA Framework. Autorem hry je Tomáš Faina. Ve hře jsou k dispozici autobusy, trolejbusy a tramvaje. Hra se dělí na placenou, tzv. Zlatou verzi, a Free verzi.

## Princip hry
Princip hry spočívá v jízdě se zmíněnými dopravními prostředky, se kterými hráč jezdí jednotlivé linky. Za každou odjetou linku obdrží buď fixní dotaci (pouze na lince NC nebo speciálních linkách), nebo součet dotací za všechny cestující, jež odvezl. Za jednoho cestujícího hráč obdrží 26 herních korun (do 31.12.2024 hráči získávali za jednoho cestujícího 16 korun). Počet cestujících se odvíjí od aktuální části dne a technického stavu vozidla. Ve Zlaté verzi musí hráč vydávat náklady například za opravu vozidla, za pohonné hmoty nebo za mycí linku.
Hra vyžaduje neustálé připojení k internetu. Při spuštění hry je potřeba se přihlásit na účet vytvořený na oficiálních stránkách. Hra zapisuje údaje o odjetých spojích na oficiální stránku.

## Zlatá verze
Zlatá verze obsahuje všechny zmíněné dopravní prostředky, 2 vozovny, technický stav vozidla, editor BUSE panelů, speciální bonusové linky, různé výluky, stavby, apod. Ve Zlaté verzi jsou také dostupné všechny linky a všechny druhy vozidel. Zlatá verze se platí formou předplatného – na 3 měsíce, na 1 rok, 4 roky a nekonečno.

## Free verze
Free verzi (nebo také demo verzi) lze hrát po neomezenou dobu. Obsahuje pouze autobusové linky (23, 26 a 42) a vybrané autobusy (Iveco Irisbus Citelis 12, Karosa B961, Solaris Urbino 15 (PMDP), Solaris Urbino 18 (PMDP)).

## Aktuální seznam linek ve hře
Zátahové trasy linek do vozoven zde NEJSOU uvedeny. Uvedeny zde jsou pouze normální a alternativní trasy linek.
Tramvaje:
- 1 (Střelná Hora – Evropská / Koprasy)
- 2 (Hlavní nádraží – Nemocnice Vřesiny)
- 3 (Hlavní nádraží – Červený Vrch / Vozovna Střelná Hora)
- 4 (Slivenec - Holešov)
- 5 (Opletalova - Olešná / Osek)

Trolejbusy:
- 10 (Evropská – Rolky / Kvasnov, u prodejny) – do Kvasnova zajíždí jen vozy s alternativním pohonem
- 13 (Hlavní nádraží – Rolky)
- 14 (Evropská – Hlavní nádraží / Háje, rozcestí / Planá) - do Plané zajíždí jen vozy s alternativním pohonem
- 15 (Nové zámky –  Zborovská pole / NC Zborovská)
- 16 (Antonína Barcala – Zborov / NC Zborovská)
- 17 (Bělice – Náměstí Osvobození / Poliklinika / Rychtářka)
- 18 (Bělice – Nemocnice Vřesiny)
- 42 (Mezinárodní letiště – Nemocnice Vřesiny) – jen vozy s alternativním pohonem, linka je společná s autobusy

Autobusy:
- 20 (Hlavní nádraží – Univerzita / Městské Lázně)
- 22 (Hlavní nádraží – Nové Zámky / Poliklinika)
- 23 (Střelná Hora / Poliklinika – Na Lukách)
- 24 (Hlavní nádraží / Radeckého náměstí – Koupaliště)
- 26 (Nemocnice Vřesiny – Zborov)
- 29 (Nemocnice Vřesiny / Univerzita – Rolky)
- 30 (Nádraží Koprasy / Nemocnice Vřesiny – Zadní Rolky)
- 42 (Mezinárodní letiště – Nemocnice Vřesiny / Univerzita)
- 61 (Hlavní nádraží – Kvasnov, u prodejny / Borovec, centrum)
- 99 (Autobusové nádraží – Hlavní nádraží – Mezinárodní letiště): Expresní linka - pouze 3 zastávky
- NC (Nákupní centrum – Nákupní centrum): Okružní linka, pouze s vozem Karosa B731 a Irisbus Citelis 18m soukromého dopravce Stanislav Vraklich.

## Seznam vozidel dostupných ve hře
- Tramvaje: Tatra T3R.P (PMDP, DPO, DPMO, DPP), Tatra T6A5 (DPO), Tatra KT8D5.RN1 (DPO), Tatra KT8D5R.N2P (PMDP), Škoda 30T (DP Bratislava)
- Trolejbusy: Škoda 14Tr (DPMP), Škoda 14TrM (PMDP), Škoda 14TrR (DPMB), Škoda 15Tr (DPMČB, PMDP, DPMÚL), Škoda 15TrM (DPMÚL), Škoda 24Tr (PMDP, DPMJ, MDML, DSZO, MDT, DPMP, DP Prešov, DPP) (IK), Škoda 25Tr (PMDP, DSZO, DPMÚL, DPMB, DPMČB, DP Bratislava, DP Prešov) (IK), Škoda 26Tr (PMDP, DSZO, DPMB, DPO, MDT, DPMCH, DPMJ, DPMP) (IK), Škoda 27Tr (DPO, PMDP, DPMČB) (IK), Škoda 28Tr (DPMÚL, DPMP, MDT) (IK), Škoda 32Tr (MDPO, DPMP, DPMJ) (IK) , Solaris Trollino 12AC (DPO, MDPO, DPMCH) (IK), Solaris Trollino 15AC (DPO) (IK), Solaris Trollino 18AC (DPO) (IK)
- Autobusy: Karosa B731 (PMDP), Karosa B732 (DPMLJ, DPMHK), Karosa B941 (DPP, DPMCH), Karosa B951 (DPP, DPMP), Karosa B952 (DPO), Karosa B961 (DPO, DPP, ARRIVA Praha), Karosa C954 (Martin Uher), Karosa C943 (ARRIVA Praha), Irisbus Citelis 12M (PMDP, DPO, DPMJ, DPMHK, DPMB, DPMML) (IK), Irisbus Citelis 18M (DPMB, DSZO, DPP, DPMHK, DPMML) (IK), Irisbus Citelis 12m CNG (DPMP, DPMJ) (IK), Solaris Urbino 12 (DPO, DPMO, DPMCH, DP Prešov) (IK), Solaris Urbino 15 (DPO, PMDP, DPMÚL, ARRIVA City) (IK), Solaris Urbino 18 (PMDP, DPMO, DPMB, DPO) (IK)

Všechny tramvaje a některé autobusy a trolejbusy jsou vybaveny interaktivní kabinou (IK). Postupně má být doplněna všem vozům.

## Vozovny
Ve hře se nachází jedna tramvajová vozovna na Střelné Hoře, okolo které jezdí linky 1, 3, 4 a 23 (linky 1 a 2 mají do vozovny zátahové spoje) a jedna společná vozovna autobusů a trolejbusů v městské části Koprasy. Kolem vozovny autobusů a trolejbusů jezdí linky 10, 14, 18, 30 (linky 13, 15, 16, 18, 30 mají do vozovny zátahové spoje).

## Mapa ve hře
Hra se odehrává ve fiktivním městě Simtov. Linky 3, 5, 14, 26 a 61 a alternativní trasa linky 10 jsou jediné linky, které jedou mimo město (obce Kvasnov, Stružná, Horní Víska, Borovec, Planá, Osek, Nová Ves, Luhov, Olešná a Červený Vrch), linka 26 je mimo město bez zastavení projíždí. Linka 5 jede mimo město do Olešné z většiny po jednokolejné trati. Mapa se občas aktualizuje a rozšiřuje se.
Ve velmi vzdálené budoucnosti je v plánu reálná mapa města Plzně. V průběhu roku výjimečně dochází k úpravám jednotlivých částí mapy – přidávána auta, stromy, domy, apod.

## Novinky v poslední verzi
Aktuální verze hry 1.8.101 byla vydána 3. dubna 2025. Mezi největší a nejviditelnější změny patří:
- Nová tramvajová linka 4 (Slivenec - Holešov)
- Nová tramvajová linka 5 (Opletalova – Olešná)
- Upravené trasování linek 14 a 30
- Upravena mapa v Koprasech a okolí Heršpické třídy
- Přidána nová část mapy mezi Hubáčovkou a Olešnou
- Oprava některých chyb
- Nové Trolejbusy 26Tr (DPO, DPMP, bez baterii)
- Nové tramvaje T3R.P z Olomouce a Prahy
- Všechny vozy Citelis/Citybus mají nově provizorní interaktivní kabinu
- Přidáno ozvučení tramvají - zvuky pantografu, startování, ztráty napětí
- U tramvaje KT8D5 PMDP úprava kabiny, více pohyblivých ovladačů